# Céramique de Schramberg

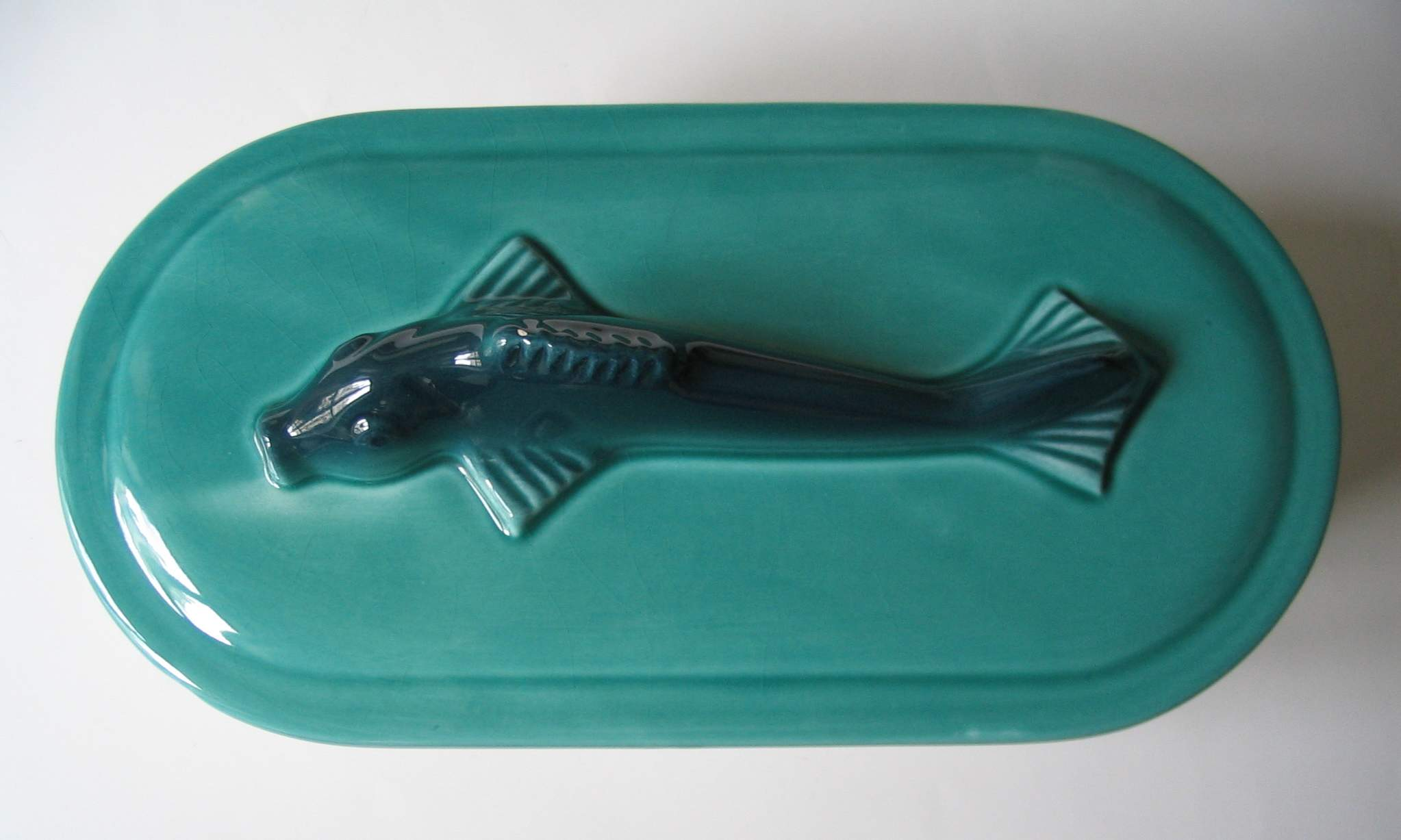

La céramique de Schramberg fut produite, à partir de la fin du XIXe siècle, dans une manufacture de la ville de Schramberg, située en Allemagne dans la Forêt-Noire.

## Historique
La manufacture de Schramberg fut fondée en 1823 par Isidor Faist avant d'être rachetée en 1883 par Villeroy & Boch avec ses modèles.
En 1912, Moritz Meyer fonde une nouvelle fabrique - la Majolikafabrik Gebr. Meyer, qui fut renommée Schramberger Majolikafabrik GmbH en 1918.

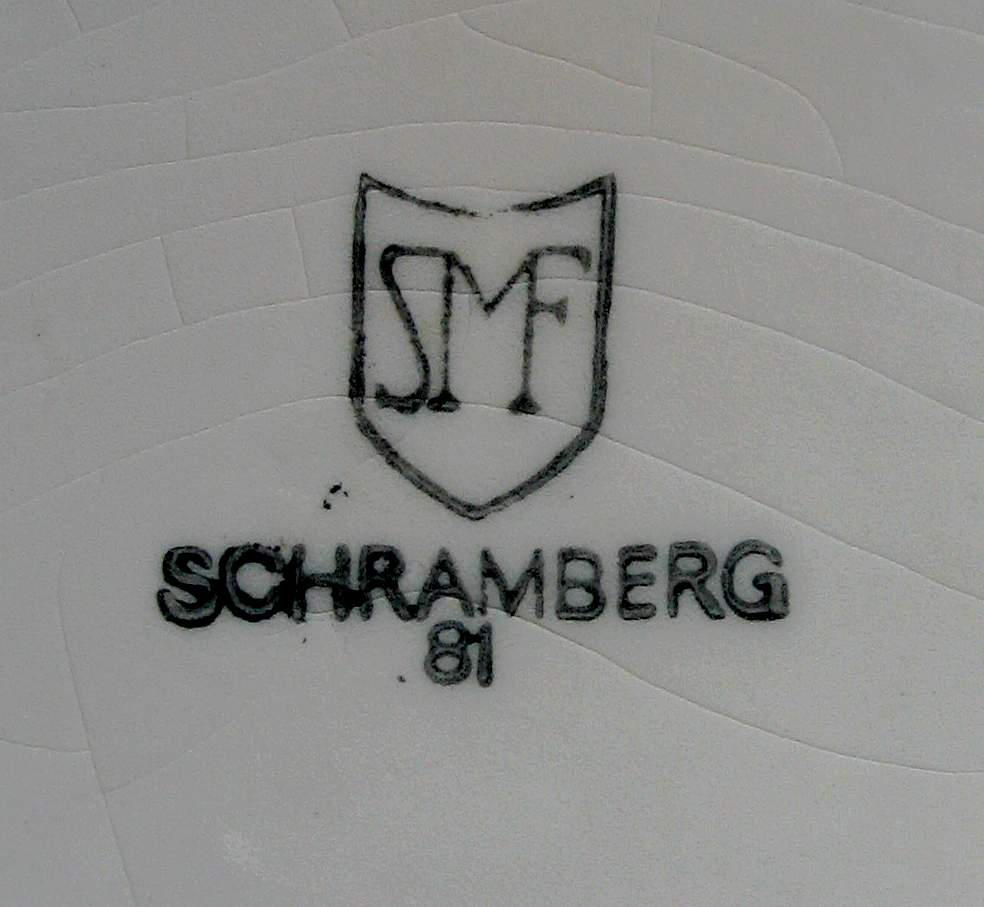
Cachet SMF (Schramberg Majolika Fabrik)

Moritz Mayer fait appel à des créateurs comme Eugenie Roth, Éva Zeisel ou Eva Stricker. En 1928, celle-ci devient designer pour Schramberg. Elle y demeure environ 2 ans, créant de nombreux modèles de services à thé, de vases, d'encriers et diverses pièces céramiques. Ses créations à tendances géométriques sont nettement influencés par le style du Bauhaus. Elle apporte une vision moderniste à la production de la manufacture, combinant des formes géométriques très architecturées et des décors aux couleurs vibrantes.
Moritz Meyer, qui avait dû quitter l'Allemagne pour l'Angleterre du fait de ses origines juives, reprend la Schramberger Majolika en 1949. Il décède en 1970 et la SMF sera mise en liquidation judiciaire en 1988/89.
Les pièces sont signées SMF (Schramberg Majolika Fabrik) Schramberg.